# Anna Popplewell
Anna Katherine Popplewell (Londres, 16 de dezembro de 1988) é uma atriz britânica. Ela é conhecida por seu papel como Susana Pevensie na série de filmes The Chronicles of Narnia desde 2005, como Chyler Silva em Halo 4: Forward Unto Dawn desde 2012 e Lady Lola em Reign de 2013 a 2016.

## Carreira
Nascida e criada em Londres, Anna Popplewell é filha de um advogado (Andrew) e de uma médica (Debra). É a mais velha de três irmãos e nenhum deles escolheu a profissão dos pais. Ao contrário, todos fizeram o curso de teatro Allsorts e decidiram-se pela carreira artística.
Anna estreou como atriz profissional em 1998 na adaptação para televisão do romance Frenchman's Creek, escrito por Daphne Du Maurier. Já no ano seguinte ela faria o primeiro trabalho para cinema, o drama Palácio das Ilusões. Em seguida vieram "O Pequeno Vampiro", de Uli Edel; "Eu Sem Você" (Me Without You), de Sandra Goldbacher; e "Pum: Emissão Impossível", comédia infanto-juvenil assinada por Peter Hewitt. Em 2003 ganhou uma participação no filme Moça com Brinco de Pérolas, de Peter Webber, actuando ao lado de Scarlett Johansson. No filme ela fazia a filha mais velha de Johannes Vermeer (Colin Firth).
Todos esses trabalhos deram-lhe créditos para atuar em The Chronicles of Narnia: The Lion, the Witch and the Wardrobe, no qual ela interpretou o papel da protagonista Susana Pevensie. O filme foi um sucesso comercial, assim como sua continuação, The Chronicles of Narnia: Prince Caspian (2008). Logo depois do primeiro trabalho, Popplewell ingressou no curso de Literatura Inglesa no Magdalen College, em Oxford. Coincidentemente, a mesma escola onde o escritor C.S. Lewis - autor de As Crônicas de Nárnia - passou a maior parte de sua carreira acadêmica. Em 2013, ela entrou para o elenco da série Reign, no papel de Lola, uma das ladies de Mary, Queen of Scots.
| Filmes    | Filmes                                                         | Filmes                     |                       |
| Ano       | Título Original                                                | Papel                      |                       |
| --------- | -------------------------------------------------------------- | -------------------------- | --------------------- |
| 1998      | Frenchman's Creek                                              | Henrietta (para TV)        |                       |
| 1999      | Mansfield Park                                                 | Betsey                     |                       |
| 2000      | The Little Vampire                                             | Anna Sackville-Bagg        |                       |
| 2000      | Dirty Tricks                                                   | Rebecca (para TV)          |                       |
| 2001      | Me Without You                                                 | Marina (jovem)             |                       |
| 2002      | Thunderpants                                                   | Denise Smash               |                       |
| 2002      | Daniel Deronda                                                 | Fanny Davilow (para TV)    |                       |
| 2003      | Girl with a Pearl Earring                                      | Maertge                    |                       |
| 2005      | The Chronicles of Narnia: The Lion, the Witch and the Wardrobe | Susana Pevensie (VG - voz) |                       |
| 2005      | The Chronicles of Narnia: The Lion, the Witch and the Wardrobe | Susana Pevensie            |                       |
| 2008      | The Chronicles of Narnia: Prince Caspian                       | Susana Pevensie (VG - voz) |                       |
| 2008      | The Chronicles of Narnia: Prince Caspian                       | Susana Pevensie            |                       |
| 2010      | The Chronicles of Narnia: The Voyage of the Dawn Treader       | Susana Pevensie            |                       |
| 2011      |                                                                | Mandy Steven               |                       |
| 2012      | Halo 4 Forward Unto Down                                       | Chyler Silva               |                       |
| Séries    |                                                                |                            |                       |
| Ano       | Título                                                         | Papel                      | Notas                 |
| 2001      | Love in a Cold Climate                                         | Victoria                   | Episódio desconhecido |
| 2013-2016 | Reign                                                          | Lola                       | Elenco Principal      |

## Prêmios e Indicações
| Prêmios | Prêmios   | Prêmios             | Prêmios             | Prêmios                                                      |
| Ano     | Resultado | Premiação           | Categoria           | Título                                                       |
| ------- | --------- | ------------------- | ------------------- | ------------------------------------------------------------ |
| 2006    | Venceu    | Camie Awards        |                     | As Crônicas de Nárnia: O Leão, a Feiticeira e o Guarda-Roupa |
| 2009    | Indicada  | Young Artist Awards | Melhor Elenco Jovem | As Crônicas de Nárnia - O Príncipe Caspian                   |